# 中央裁判司署

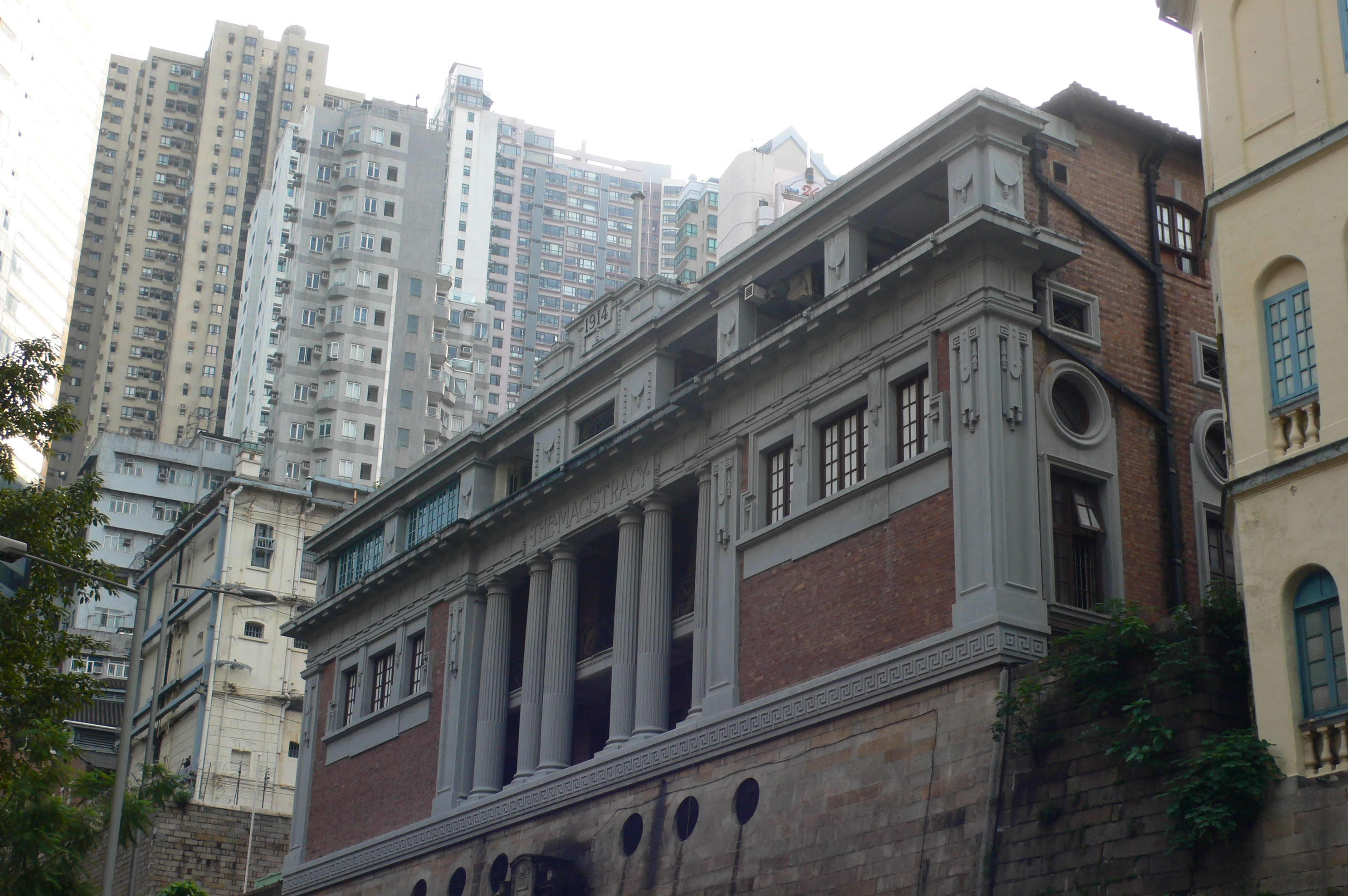
中央裁判司署

中央裁判司署（英語：Central Magistracy；案号代码C）是香港曾有的一所裁判司署，位於香港島中環亞畢諾道，屬於中區警署建築群之一，現為香港法定古蹟。
中央裁判司署前身建於1847年，至1913年拆卸重建，於1914年落成，翌年正式運作。建築風格呈現希臘復興式建築，其正立面建有混凝土建成的樑柱，而基座建有花崗岩護土牆。
裁判司署於1979年結役後，建築物曾經先後為最高法院、入境事務處、香港警務處所用。現時舊中央裁判司署被活化為「大館」的一部分。

## 歷史
中央裁判司署的第一代建築建於1847年。當時政府為節省押解時間，提高行政效率，故將中央裁判司署建於域多利監獄和舊中區警署附近。第一代建築只有一個法庭，設計亦非常簡單。後來政府覺得建築物無法有效發揮其功用，結構亦不穩固，故計劃將其拆卸重建。
1911年，工務司署展開興建新中央裁判司署的初步計劃。1913年，該建築拆卸重建，新建築於1914年落成，1915年4月正式開庭。1938年，中央裁判司署頂層進行加建工程，增設第三個法庭、裁判官辦公室、證人室和繳交罰款處，同時增設一個供少年犯使用的房間和等候室。日治時期，中央裁判司署被日方用作民事法庭，至戰後被香港政府用作軍事法庭，審理日本戰犯。1964年起，中央裁判司署審理警察刑事偵緝處的案件。廉政公署成立後，中央裁判司署亦審理貪污案件，包括1975年的葛柏案。裁判司署於1979年遷出，建築物在1980年為最高法院所用。1984年後，部分地方被入境事務處用作遣送離境分科的辦公室。此外，大樓亦曾經為香港警務處所用作會所用途。域多利監獄於2006年結役後，舊中央裁判司署連同前域多利監獄、前舊中區警署建築群被活化成「大館」。

## 特色
現存的第二代中央裁判司署屬希臘復興式建築，由紅磚砌成。其面向亞畢諾道的正立面建有六根高19呎、由混凝土建成的多立克式樑柱，帶出莊嚴肅穆的感覺，而屋頂則由鋼鐵桁架支撐。正立面另建有希臘風格的帶狀回紋裝飾、拱門及券心石。基座之護土牆由花崗岩砌築而成，地牢則設有拘留室。
基座之護土牆由花崗岩砌築而成，亦建有供裁判司出入的正門，門上刻有英國都鐸王冠。建築物內亦特別設有獨立通道及地下隧道，以便職員安全押解囚犯進出裁判司署。
中央裁判司署地下設有兩個樓高兩層的法庭，供兩位裁判司審理全港案件。兩個法庭以遊廊貫通，南面法庭側牆設有三個圓拱門供聽審的市民出入，門前有一混凝土簷篷。除此之外，地下亦建有兩間供裁判司使用的房間。一樓則建有律師專用房間。

## 外部連結
- 香港古物古蹟辦事處 — 前中央裁判司署
- 康樂及文化事務署-古物古蹟辦事處 （页面存档备份，存于）